# Abidjan
Abidjan este cel mai  populat oraș și fosta capitală a Coastei de Fildeș, cu o populație de peste 5.600.000 locuitori, ce plasează orașul pe locul cinci în cadrul Africii. Este de asemenea, cel mai mare oraș din Africa de Vest cu o populație vorbitoare de franceză. Este construit pe Laguna Ébrié pe mai multe peninsule și insule legate între ele cu poduri. Totodată, Abidjan este un centru comercial și oraș portuar masiv pe vestul Golfului Guineei. 

Harta celor 10 comune care au format fostul oraș Abidjan (422 km^{2}), inclus acum în districtul autonom Abidjan (2119 km^{2})

Orașul s-a extins rapid după construirea unui nou debarcader în 1931, urmată de desemnarea sa drept capitală a coloniei franceze de atunci în 1933. Finalizarea Canalului Vridi în 1951 a permis orașului Abidjan să devină un port maritim important. Abidjan a rămas capitala Coastei de Fildeș după independența sa față de Franța în 1960. În 1983, orașul Yamoussoukro a fost desemnat capitala politică oficială a Coastei de Fildeș. Cu toate acestea, Abidjan a fost desemnat oficial „capitală economică” a țării, deoarece este cel mai mare oraș din țară și centrul activității sale economice. Multe instituții politice și toate ambasadele străine continuă să fie situate și în Abidjan. Districtul Autonom Abidjan, care cuprinde orașul și unele dintre suburbiile sale, este unul dintre cele 14 districte ale Coastei de Fildeș.

## Personalități născute aici
- Tanella Boni (n. 1954), scriitoare;
- Hamed Bakayoko (1965 - 2021), fost premier;
- Donald-Olivier Sié (n. 1970), fotbalist;
- Salif Traoré (cunoscut ca A’Salfo, n. 1979), cântăreț;
- Boubacar Barry (n. 1979), fotbalist;
- Aruna Dindane (n. 1980), fotbalist;
- Didier Zokora (n. 1980), fotbalist;
- Mariko Daouda (n. 1981), fotbalist;
- Kanga Akalé⁠(d) (n. 1981), fotbalist;
- Moïse Brou Apanga⁠(d) (n. 1982), fotbalist;
- Emmanuel Eboué (n. 1983), fotbalist;
- Arthur Boka (n. 1983), fotbalist;
- Koffi Ndri Romaric (n. 1983), fotbalist;
- Ben Heine (n. 1983), artist vizual, producător muzical;
- Constant Djakpa (n. 1986), fotbalist;
- Lamine Diarrassouba (n. 1986), fotbalist;
- Djakaridja Koné (n. 1986), fotbalist;
- Johan Djourou (n. 1987), fotbalist;
- Seydou Doumbia (n. 1987), fotbalist;
- Mamadou Bagayoko (n. 1989), fotbalist;
- Stephane Acka (n. 1990), fotbalist;
- Lacina Traoré (n. 1990), fotbalist;
- Odilon Kossounou (n. 2001), fotbalist.